# Sauberg (Erzgebirge)
Der Sauberg ist ein 797 m ü. NHN hoher Berg im westlichen Erzgebirge.

## Geografische Lage
Der Sauberg liegt südlich von Breitenbrunn im sächsischen Erzgebirgskreis zwischen Kleinem und Großem Ortsbach. Er wurde nach den Wildschweinen benannt, die den angrenzenden, landwirtschaftlich genutzten Feldern oft großen Schaden zufügten.

## Geschichte
Der Sauberg war ein beliebter Ort für Jagden des Kurfürsten von Sachsen. So wurden hier 1665 insgesamt 397 Stück Großwild erlegt. Ferner kann der Berg auf eine lange bergmännische Geschichte zurückblicken. Bis 1884 stand am Osthang des Berges in Richtung Großer Ortsbach das Huthaus der Zeche Valerian Fundgrube, im Volksmund genannt die Dorothee.
Nach 1945 wurde am Sauberg Uranbergbau betrieben, wovon noch mehrere Abraumhalden künden. Die Unterkunftshäuser der Bergarbeiter wurden seit dem Ende der 1950er Jahre als Betriebsferienlager der Interflug in Dresden und später als Gaststätte und Ferienkomplex genutzt.